# یک روز، یک رویا
یک روز، یک رؤیا (به تامیلی: Oru Naal Oru Kanavu) و (به انگلیسی: One day, one dream) فیلمی هندی محصول سال ۲۰۰۵ و به کارگردانی فاضیل است. در این فیلم بازیگرانی همچون سریکانات، سونیا آگراوال و نیزلگال راوی ایفای نقش کرده‌اند.